# 390
390 (CCCXC) je bilo navadno leto, ki se je po julijanskem koledarju začelo na torek.

## Dogodki
- 1. januar

## Rojstva
- Flavij Ecij, rimski general in državnik († 454)